# Boesingheliede
Beinsdorp è un piccolo villaggio dei Paesi Bassi situato nell'Olanda settentrionale. Fa parte della municipalità di Haarlemmermeer e si trova a circa 12 km a ovest rispetto Amsterdam.